# Koritnica (reka)
Koritnica je reka ali gorski potok, ki izvira iz več krakov hudournikov izpod Mangarta, Kotovega sedla in Jalovca na nadmorski višini okoli 1200 m. Dolžina reke znaša okoli 16 km. Pri izlivu v Sočo znaša nadmorska višina okoli 380 m.
Reka teče po dolini Loška Koritnica do naselja Log pod Mangartom, kjer se ji z desne pridruži večji vodotok Predelica. Do tu se v Koritnico steka množica hudournikov, med poimenovanimi potoki pa Maček in Ilovec z desne, Kaludrica in Klančič pa z leve strani (izpod Loške stene) gledano orografsko. V zgornjem delu pogosto ponikne v produ in se pojavi šele nekje v dolini odvisno od vodostaja.
Od Loga pod Mangartom dalje je tok reke stalen in precej vodnat. Reki se pridružijo poleg hudournikov še potoki Roja, Jerebica, Možnica z desne in Fratarica, Leštanovec, Prešnikov graben in Šumnik (iz Bavšice) z leve strani. Skoraj vsi imenovani in neimenovani potoki tvorijo slapove in slapišča ter korita, ki so še posebej zanimivi ob večjih padavinah in v času taljenja snega v gorah.
Pred sotočjem s Šumnikom se nahaja trdnjava Kluže in v tem območju je Koritnica izdolbla znamenita korita, globoka 70 - 80 m in dolga okoli 500 m. Ta del je zaščiten kot naravna znamenitost. Od sotočja Možnice do Kluž je ob desnem bregu speljana tudi turistična pešpot.
V nadaljevanju je reka plovna in primerna za spuste z manjšimi rafti in kajaki ter kanuji. Vstopno mesto je prav pod trdnjavo Kluže. S Sočo se združi pri Vodencah na začetku Bovške kotline.
Koritnica je primerna za ribolov in sicer za muharjenje od mosta do sotočja z reko Sočo. Spada v ribolovni revir Ujemi in spusti. V tolmunih se skrivajo avtohtone soške postrvi in lipani.